# المپیک زمستانی ۱۹۸۰
بازی‌های المپیک زمستانی ۱۹۸۰ (به انگلیسی: XIII Olympic Winter Games) در شهر لیک پلاسید، نیویورک، ایالات متحده آمریکا در ۱۳ تا ۲۴ فوریه ۱۹۸۰ برگزار شد.
در این دوره از بازی‌ها شوروی با ۱۰ طلا، ۶ نقره و ۶ برنز مقام اول این رقابت‌ها را به دست آورد. آلمان شرقی با ۹ طلا، ۷ نقره و ۷ برنز مقام دوم را کسب کرد و تیم آمریکا با ۶ طلا، ۴ نقره و ۲ برنز به مقام سوم رسید. تیم ایران نیز در این دوره از بازی‌ها شرکت نکرده است.

## ورزش‌ها

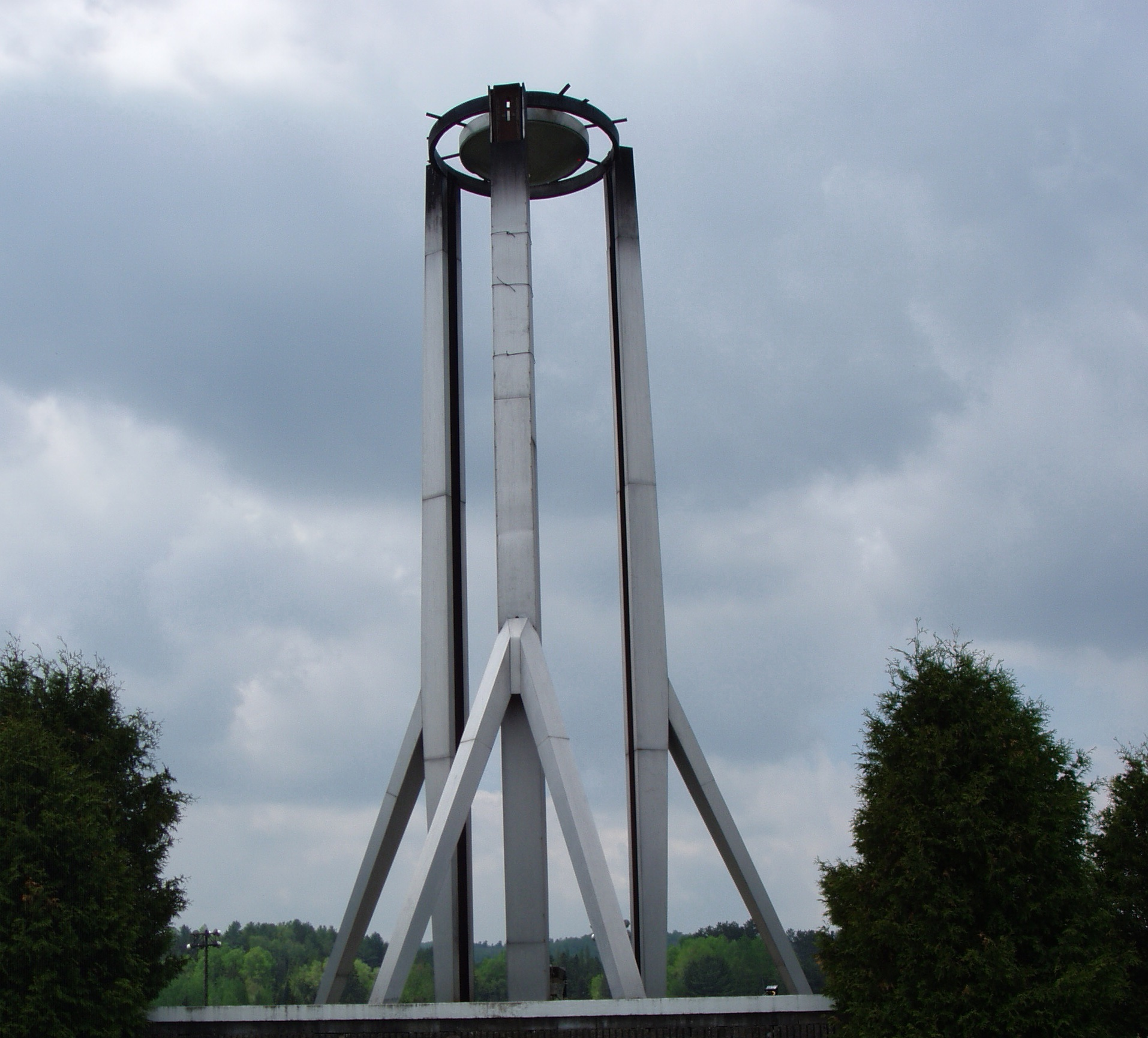
The Olympic cauldron

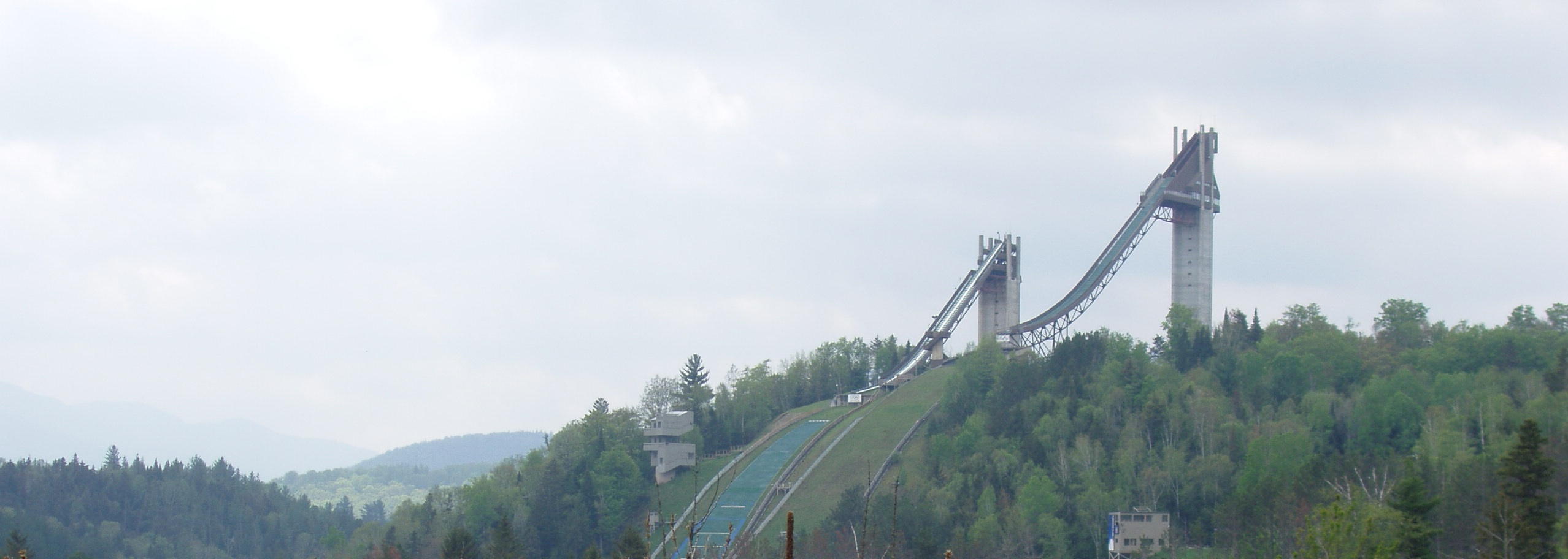
The Ski Jumping Complex.

| - اسکی آلپاین (۶) () - ورزش دوگانه (۳) () - بابسلد (۲) () - اسکی صحرانوردی (۷) () - اسکیت نمایشی (۴) () | - هاکی روی یخ (۱) () - لژسواری (۳) () - نوردیک ترکیبی (۱) () - اسکی پرش (۲) () - اسکیت سرعت (۹) () |

## کشورهای شرکت‌کننده
- آندورا (۳)
- آرژانتین (۱۲)
- استرالیا (۹)
- اتریش (۴۳)
- بلژیک (۳)
- بولیوی (۳)
- بلغارستان (۸)
- کانادا (۵۸)
- چین (۲۴)
- کاستاریکا (۱)
- قبرس (۳)
- چکسلواکی (۴۱)
- فنلاند (۵۳)
- فرانسه (۲۲)
- آلمان شرقی (۵۳)
- آلمان غربی (۸۰)
- بریتانیای کبیر (۴۸)
- یونان (۳)
- مجارستان (۳)
- ایسلند (۶)
- ایتالیا (۴۶)
- ژاپن (۵۰)
- کره جنوبی (۱۰)
- لبنان (۳)
- لیختن‌اشتاین (۷)
- مغولستان (۳)
- هلند (۲۹)
- نیوزیلند (۵)
- نروژ (۶۳)
- لهستان (۳۰)
- رومانی (۳۵)
- اتحاد شوروی (۸۷)
- اسپانیا (۸)
- سوئد (۶۱)
- سوئیس (۴۴)
- ایالات متحده آمریکا (۱۰۱) (میزبان)
- یوگسلاوی (۱۵)

## جدول مدال‌ها

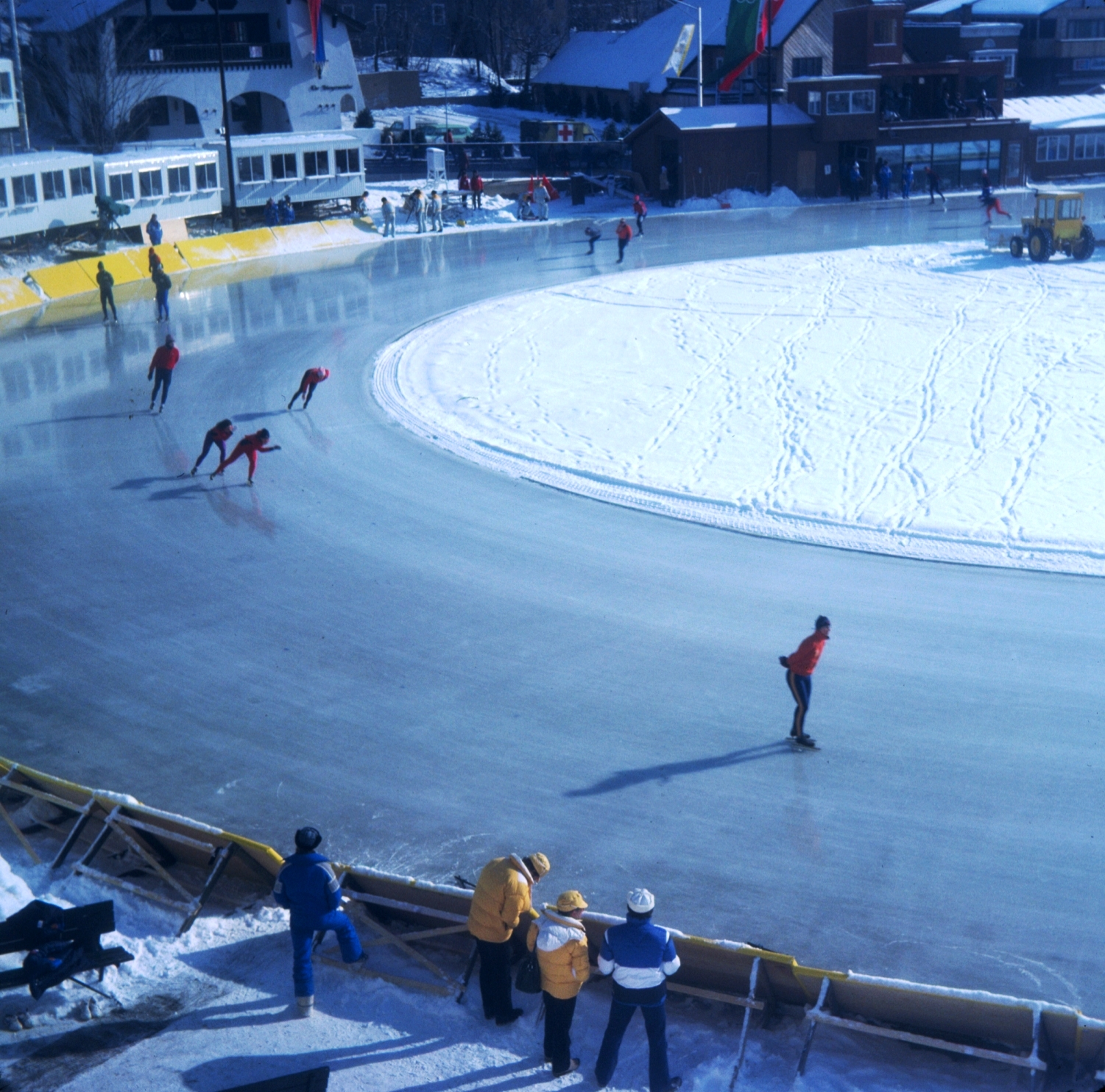
تصویری از مسابقات اسکیت در المپیک ۱۹۸۰

*   کشور میزبان (ایالات متحده آمریکا)
| رتبه            | کشور                 | طلا | نقره | برنز | مجموع |
| --------------- | -------------------- | --- | ---- | ---- | ----- |
| ۱               | اتحاد شوروی          | ۱۰  | ۶    | ۶    | ۲۲    |
| ۲               | آلمان شرقی           | ۹   | ۷    | ۷    | ۲۳    |
| ۳               | ایالات متحده آمریکا* | ۶   | ۴    | ۲    | ۱۲    |
| ۴               | اتریش                | ۳   | ۲    | ۲    | ۷     |
| ۵               | سوئد                 | ۳   | ۰    | ۱    | ۴     |
| ۶               | لیختن‌اشتاین          | ۲   | ۲    | ۰    | ۴     |
| ۷               | فنلاند               | ۱   | ۵    | ۳    | ۹     |
| ۸               | نروژ                 | ۱   | ۳    | ۶    | ۱۰    |
| ۹               | هلند                 | ۱   | ۲    | ۱    | ۴     |
| ۱۰              | سوئیس                | ۱   | ۱    | ۳    | ۵     |
| ۱۱              | بریتانیای کبیر       | ۱   | ۰    | ۰    | ۱     |
| ۱۲              | آلمان غربی           | ۰   | ۲    | ۳    | ۵     |
| ۱۳              | ایتالیا              | ۰   | ۲    | ۰    | ۲     |
| ۱۴              | کانادا               | ۰   | ۱    | ۱    | ۲     |
| ۱۵              | مجارستان             | ۰   | ۱    | ۰    | ۱     |
| ۱۵              | ژاپن                 | ۰   | ۱    | ۰    | ۱     |
| ۱۷              | بلغارستان            | ۰   | ۰    | ۱    | ۱     |
| ۱۷              | فرانسه               | ۰   | ۰    | ۱    | ۱     |
| ۱۷              | چکسلواکی             | ۰   | ۰    | ۱    | ۱     |
| مجموع (۱۹ کشور) | مجموع (۱۹ کشور)      | ۳۸  | ۳۹   | ۳۸   | ۱۱۵   |